# Fatou Keïta
Pour les articles homonymes, voir Keita.
Fatou Keïta, née à Soubré en république de Côte d'Ivoire en 1955, est une écrivaine ivoirienne. Elle est docteure, enseignante-chercheur, à la faculté d'anglais de l'université Houphouët-Boigny d'Abidjan. Elle est ancienne doyenne de ladite faculté et spécialiste de civilisation britannique.

## Biographie
Elle effectue ses études primaires en France, à Bordeaux, où son père termine sa formation de chirurgien puis, poursuit ses études en Angleterre et aux États-Unis. Elle écrit surtout des nouvelles pour enfants, où elle peut aborder des problèmes de société. C'est le cas de un arbre pour Lollie qui traite du sida. Dans son premier roman, destiné à un public adulte, Rebelle, elle aborde un sujet demeuré tabou jusqu'alors : l’excision.
Son livre, Et l'aube se leva, est consacré au récit des difficultés auxquelles une jeune femme aisée fait face quand elle se libère progressivement de l'influence de son environnement.

## Distinctions
- 1994 : Premier prix du concours de littérature africaine pour enfant de l'ACCT avec le petit garçon bleu, (NEI 1996).
- 1994 : Mention spéciale du Jury pour la voleuse de sourires, (NEI 1997).
- 1997 : Mention honorable au prix UNESCO 1997 et prix d'excellence de la République de Côte d'Ivoire pour la culture avec Le petit garçon bleu, (NEI 1996)[5].
- 2018 : Prix Jeanne de Cavally pour la littérature enfantine pour L'ogre des plantations de cacao, traitant du travail des enfants[6]
- 2023 : Prix d'excellence nationale de la littérature et des arts[7]

## Publications
- 1996: Le petit garçon bleu, La voleuse de sourires, Contes, Édition NEI[8].
- 1996: Sinabani, la petite dernière, Conte, Édition NEI.
- 1996: La voleuse de sourires, Conte, Édition NEI.
- 1997: Le retour de la voleuse de sourires, conte, Édition NEI.
- 1997: Sinabani la petite dernière, Conte, Édition NEI.
- 1998: Rebelle, Roman, Édition Présence africaine/NEI
- 1999: Le coq qui ne voulait plus chanter, Conte, Édition NEI.
- 2000: Le boubou du père noël[9], Conte, Édition NEI.
- 2000: Kyatou cache ses dents[10], Conte, Édition NEI.
- 2001: Les billes de Karim Conte, Édition NEI.
- 2002: Le billet de 10 000 F, Conte, Édition NEI.
- 2004: Tiratou la petite guenon, Édition NEI.
- 2005: Un arbre pour Lollie, Conte, Édition NEI.
- 2006: Et l'aube se leva…, Roman, Édition Présence africaine/CEDA/NEI.
- 2006: La colère de la petite souris, Édition NEI/CEDA.
- 2006: La véritable histoire du singe, Édition NEI/CEDA.
- 2009: Le chien qui aimait les chats !, Édition NEI.
- 2009: Tout rond !, Édition NEI.
- 2010: HAÏTI, sauvée par ma poupée, Édition NEI.
- 2011: La petite pièce de monnaie, Édition NEI.
- 2013: À l'école du tchologo, Édition NEI/CEDA.
- 2018: L'ogre des plantations de cacao, Édition Éburnie.